# Erle Cox
Pour les articles homonymes, voir Cox.
Œuvres principales
- La Sphère d'or

Erle Cox, né le 15 août 1873 à Emerald Hill, Victoria (en) en Australie et mort le 20 novembre 1950  à Melbourne, est un journaliste et un romancier australien de science-fiction et de fantastique.

## Biographie
Erle Cox est le deuxième enfant de Ross Cox qui a émigré, depuis Dublin, pendant la ruée vers l'or australienne dans les années 1850.
Il a étudié à la Castlemaine Grammar School et à la Melbourne Grammar School.
Il se marie en décembre 1901.
Il fait paraître des fictions dans divers journaux dès 1908, donnant pour l'essentiel des textes fantastiques et de science-fiction.
En 1921, Cox rejoint l'équipe éditoriale du journal australien The Argus en tant que, notamment, critique littéraire et cinématographique.
En 1946, il travaille au journal The Age.
Il meurt en 1950, à l'âge de 77 ans, des suites d'une longue et douloureuse maladie.

## Œuvres

### La Sphère d'or
Publié sous le titre Out of the Silence, le roman La Sphère d'or (1925), est l'œuvre la plus connue de Cox et a été publiée dès 1929 dans la collection Le Masque au no 29.
L'ouvrage a fortement influencé René Barjavel pour l'écriture de son roman La Nuit des temps (1968).

### Autres œuvres
- Fools Harvest est publié dans The Argus en 1938 et ultérieurement en volume (1947).  C'est un récit d'anticipation sur une invasion nippone de l'Australie. Le roman adhère à la vogue raciste du Péril jaune.
- The Missing Angel, le troisième et dernier livre de Cox, est publié en 1947. Il s'agit d'un roman fantastique et humoristique où le héros tente de tromper le Diable[1]